# Saluda megye
Saluda megye az Amerikai Egyesült Államokban, azon belül Dél-Karolina államban található. Megyeszékhelye és legnagyobb városa Saluda. Lakosainak száma 18 862 fő (2020. április 1.). Saluda megye Newberry, Aiken, Edgefield, Greenwood és Lexington megyékkel határos.

## Népesség
A megye népességének változása:
| Lakosok száma | 19 914 | 19 853 | 19 940 | 20 091 | 20 053 | 18 862 |
|               | 2010   | 2011   | 2012   | 2013   | 2015   | 2020   |